# Longnan (Gansu)
Longnan (陇南市) er et bypræfektur i den nordvestkinesiske provins Gansu. Longnan har et areal på 27.923 km² og ca. 2.68 millioner indbyggere (2004).
Longnan ligger i den sydligeøstlige del af Gansu provinsen, og grænser til Shaanxi mod øst og Sichuan mod syd. Mod øst ligger Qinbabjergene , og højden i området går fra 800 til 4.200 moh. De tre hovedfloder i Longnan er Bailong- (白龙江), the Baishui- (白水江), og Jialingfloden (嘉陵江). Derudover er der mere end 3.800 mindre vandløb og bække.

## Administrative enheder
Jinchang består af et bydistrikt og otte amter:
- Bydistriktet Wudu (武都区), 4.683 km², 540.000 indbyggere, og er sæde for lokalregeringen;
- Amtet Cheng (成县), 1.701 km², 250.000 indbyggere;
- Amtet Dangchang (宕昌县), 3.331 km², 290.000 indbyggere;
- Amtet Kang (康县), 2.958 km², 200.000 indbyggere;
- Amtet Wen (文县), 4.994 km², 240.000 indbyggere;
- Amtet Xihe (西和县), 1.861 km², 390.000 indbyggere;
- Amtet Li (礼县), 4.299 km², 510.000 indbyggere;
- Amtet Liangdang (两当县), 1.374 km², 50.000 indbyggere;
- Amtet Hui (徽县), 2.722 km², 210.000 indbyggere.

33°32′06″N 105°20′56″Ø / 33.53500°N 105.34889°Ø